# Marc Collin
 (juin 2017).
Si vous disposez d'ouvrages ou d'articles de référence ou si vous connaissez des sites web de qualité traitant du thème abordé ici, merci de compléter l'article en donnant les références utiles à sa vérifiabilité et en les liant à la section « Notes et références ».
Marc Collin est un compositeur et réalisateur français. Il est notamment connu pour être le producteur et fondateur du projet Nouvelle Vague avec Olivier Libaux. 

## Débuts

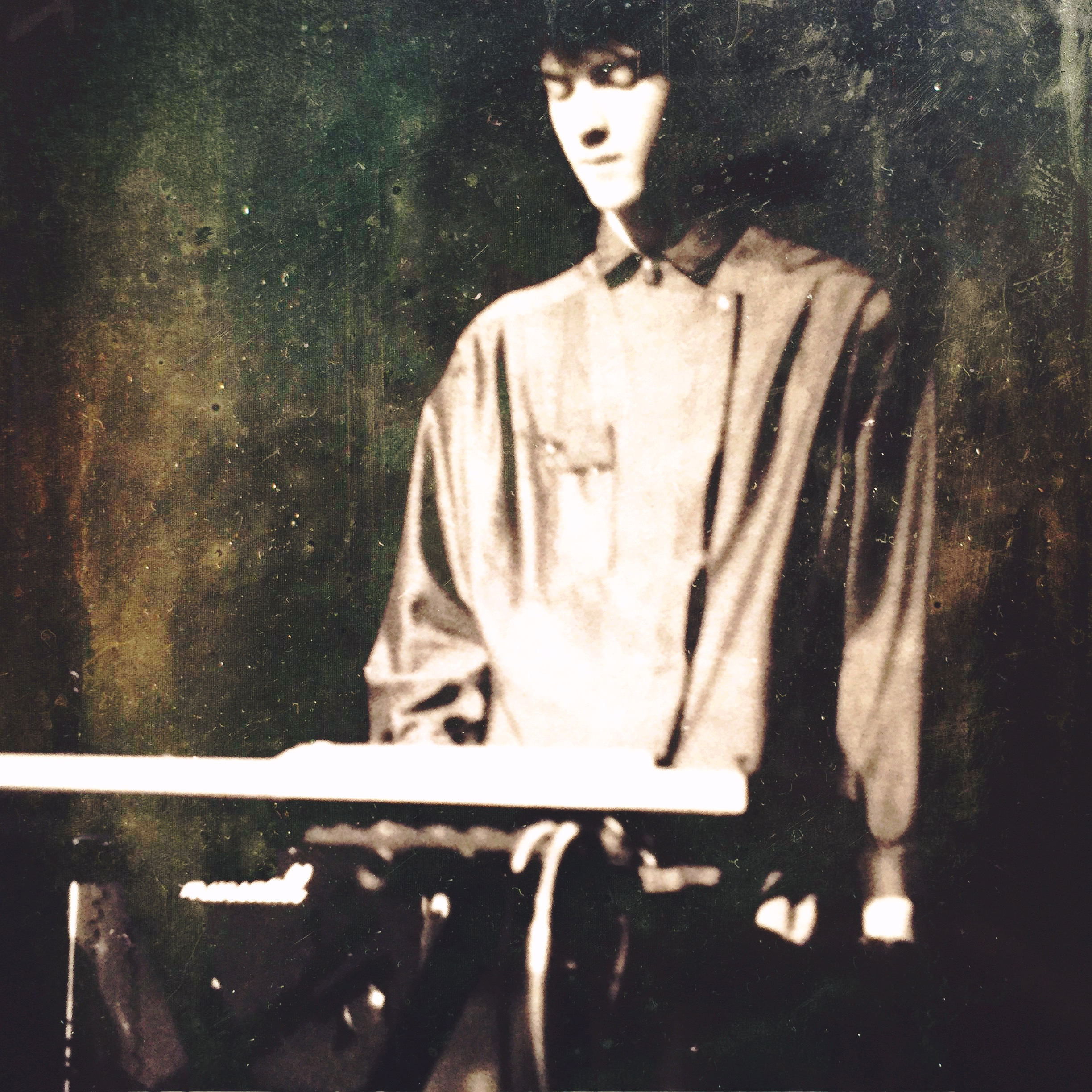
Marc Collin pour Spleen Idéal

Marc Collin et Xavier Jamaux se rencontrent au lycée à Versailles à la fin des années 80.
Ils fondent le groupe new wave Spleen Idéal avec Nicolas Godin (futur Air). Ce groupe deviendra par la suite Persona, dont la musique tend vers un style expérimental-pop-cold wave tout en étant influencée par les compositions de musiques de films.
Collin crée ensuite Indurain avec Jérôme Mestre, (signé sur le label Rosebud), et en 1994, lorsqu'ils changent de courant, Mestre s'en va, Jamaux revient et le groupe se rebaptise Ollano (signé en 1996 sur le label Rosebud/Barclay) avec Helena Noguerra et Sandra Nkaké notamment proposant une musique trip-hop avec l'album homonyme et le single "Latitudes".
Marc Collin crée Kwaidan Records à Paris en 1998, label, éditeur et studio d’enregistrement indépendant. 20 ans plus tard et après plus d’une centaine de sorties, Kwaidan reste présent et dynamique. Qu'il s'agisse de projets comme Nouvelle Vague (qui sert souvent de rampe de lancement à une liste impressionnante d'artistes encore émergents comme Mélanie Pain, Camille, Clara Luciani…), ou d'artistes comme Yasmine Hamdan (chanteuse franco-libanaise iconique), Phoebe Killdeer (connue du monde entier désormais avec son remix par The Avener) ou Corine, Marc Collin s'attache à des artistes internationaux au parcours de vie et à la sensibilité particulière. Soucieux de la production, Marc Collin reste avant tout un amoureux des synthétiseurs, qui ont marqué les sonorités des années 80, et il sait en tirer le meilleur pour ses réalisations actuelles en s'adressant à un large public souvent international.

## Carrière cinématographique
Avant de se passionner pour la musique électronique, Marc Collin se destinait au 7e art. Il fréquente une école de cinéma à Paris. En 2018, fort de son expérience de producteur musical Marc Collin monte la société de production The perfect kiss films et coproduit son premier long métrage Le choc du futur avec Nebo production. 
La comédienne et musicienne Alma Jodorowsky y incarne Ana, une artiste désireuse de réinventer la musique de son temps grâce à des synthétiseurs et à la première boîte à rythme à la fin des années 1970. Le film sortira en 2019 puis sera sélectionné dans plusieurs festivals dont SXSW à Austin et le TFF de Turin.
Son second long métrage Why Versailles ? fera l’ouverture en 2022 du Festival international de films sur la musique (FAME) à la Gaîté Lyrique à Paris.
Son film Why Versailles ? tente de percer le mystère du vivier de la musique électronique française qu'a été la ville de Versailles dans les années 80 et 90. 

## Compositeur

### Bandes originales de films
- 1998 : Les Kidnappeurs de Graham Guit
- 2002 : Les Pétroleuses (film imaginaire)
- 2003 : L'Homme à la caméra de Dziga Vertov film muet paru en 1929. Au sein du collectif Volga Select constitué du DJ Ivan Smagghe et du compositeur Marc Collin.
- 2005 : Riviera, film français d'Anne Villacèque
- 2006 : J'aurais voulu être un danseur, film français d'Alain Berliner
- 2008 : White wall , film américain de James Boss
- 2011 : Kyss mig film suédois d'Alexandra-Therese Keining
- 2014 . Dessau dancers film allemand de Jan Martin Scharf
- 2014 . tiempos felices film méxicain de Luis Javier

### Dynamo avecMuriel Moreno(ex-Niagara)
- River of no return/The Chloé’s returned Remix/I wish I was a boy (maxi - 2004 - Katapult)
- I wish I was a boy (BO du film Riviera Album - 2005)
- Bark like dog (maxi - 2006 - Kill The DJ)

### Volga Select avecIvan Smagghe
Les années de plomb (maxi sur 20:20 vision 1999)
The unconditional discipline of the bastard Prince (maxi sur Output records 2002)
Transe (compilation Kitsune X 2005)
Waiting (compilation The big sloppy kiss sur Pan M recordings 2000)
Kalachnikov rainbow (compilation disco nouveau sur Ghostly international 2002)
L'homme à la caméra (soundtrack du film de dziga Vertov) DVD arte collection

### Dirty Jesus avecErik Rug
Cut a Rug (maxi sur Paper recordings 1996)
Don't fuck with my shit (maxi sur paper recordings 1998)
Feet food theme (compilation Futur sound of Paris Polygram 1996)
The Living Gods of Haiti avec Rebekah Dobbins

### Nouvelle Vague(avecOlivier Libaux)

#### Albums
2016   album I could be happy

### Marc Collin
2001 . Eden et après  sur Artefact records
Album sorti chez PIAS. Les titres sont chantés par Katrine Ottosen et Valente.

### Hollywood Mon Amour
Projet auquel participent Juliette Lewis, Skye, Angela McCluskey, Yael Naim, Cibelle, Dani Siciliano, Nadéah... Album de reprises tirées des BO de : Footloose, La Boum, Rocky 3, Top Gun, Bagdad Café, Purple Rain, American Gigolo, Mad Max...
2015 . Bristol

## Producteur

### Doriand
- 1996 Titre Au diable le paradis

### Helena Noguerra
- 1999 album Projet: bikini

### Avril
2004 Members Only
Sir Alice
Numero 1 (EP sur Tigersushi 2002)
Numero 2 (album sur Tigersushi 2004)
Marina Celeste
2005 album Acidulé chez The perfect kiss
2006 album Cinema enchanté chez The perfect kiss
Birdpaula
2007 album Birdpaula chez The perfect kiss
Olga Kouklaki
2007 Get a Life chez the perfect kiss
2012 I U need chez Kwaidan
Phoebe Killdeer and the Short Straws
2008 album Weather's Coming sur The Perfect Kiss
Private domain(Iko invites)
2008 titres Here in this place et Addio .

### Nicolas Comment
- 2010 : Nous étions Dieu distribué par Kwaidan/Discograph est sorti en novembre[4].

The Black out Babies
2011 album the good things in life of the Black out Babies sur Kwaidan records
Jenia Lubich
2011 album c est la vie sur kwaidan records
2015 album Code morse sur Kwaidan records
Yasmine Hamdan
2012  album Ya nass (Crammed discs)
Elodie Frégé
2013 Album Amuse Bouches  chez Universal 
Karina Zeviani
2014  album amor inventado chez Som livre 
Irina Bjorklund
2014 la vie est une fete chez Kaiho republic 
2015 ce soir tout peut arriver chez Kaiho republic 
Wendy Bevan
2016 album Rose and Thorn chez Kwaidan records
Liset Alea
2016 album Heart Headed chez Kwaidan records
Barry
2016  album Mon Amour, Mon Ami chez Kwaidan records
Chiara Civello
2017  album L'Eclipse chez Sony music
Manysheva
2018  album Alataou 
Corine
2017  EP Fille de ta région chez Universal

### Collaboration
- 1996 coécrit l'album Contact du chanteur Doriand
- 1998 coécrit l album Projet Bikini de la chanteuse Helena Noguerra
- 2004 album Members only du chanteur Avril
- 2012 album Ya Nass de la chanteuse Yasmine Hamdan
- 2016 album Rose and thorn de la chanteuse Wendy bevan
- 2017 EP Fille de ta Région de la chanteuse Corine

## Sources
- http://www.concerts.fr/Biographie/marc-collin-2
- « "Le Choc du Futur" de Marc Collin rend hommage aux pionnières de l'électro », sur rts.ch, Radio Télévision Suisse, 23 juillet 2021 (consulté le 21 juin 2023)
- « Marc Collin (Nouvelle Vague) : "J'ai voulu faire un album pour le fun entre copains… la success story dure depuis 15 ans" », sur Addict Culture, 16 avril 2019 (consulté le 21 juin 2023)
- (en) « Marc collin - kwaidan », sur KWAIDAN (consulté le 21 juin 2023)
- « EXCLU - Le retour de Nouvelle Vague », sur Rolling Stone, 27 juillet 2016 (consulté le 21 juin 2023)
- Steph Musicnation, « Rencontre avec Marc Collin qui nous en dit plus sur Nouvelle Vague ! », sur laparisiennelife.com, 19 décembre 2016 (consulté le 21 juin 2023)
- Propos recueillis par Stéphane Davet, « Marc Collin : "On oublie que les groupes post-punk ont écrit des chansons incroyables" », Le Monde,‎ 22 juin 2009 (lire en ligne, consulté le 21 juin 2023)
- « Après Nouvelle Vague, Marc Collin revisite des musiques de films des années 80 », sur mensup.fr, Men's UP, 9 octobre 2008 (consulté le 21 juin 2023)
- « Nouvelle Vague », sur pixbear.com (consulté le 21 juin 2023)
- « Why Versailles? - film d'ouverture de FAME 2022 », sur La Gaîté Lyrique (consulté le 21 juin 2023)
- Ludovic  Basque, « Nouvelle Vague », sur rfi.fr, RFI Musique, 16 juin 2009 (consulté le 21 juin 2023)
- « idolesmag.com/interview-556-Ma… »(Archive.org • Wikiwix • Archive.is • Google • Que faire ?)
- « Le tsunami Nouvelle Vague », L'Express,‎ 30 octobre 2009 (lire en ligne, consulté le 21 juin 2023)
- https://www.cinefil.com/star/marc-collin-2
- https://www.whosampled.com/Marc-Collin/?sp=7
- « French Touch : pourquoi tout a commencé à Versailles », sur franceculture.fr, 15 février 2022 (consulté le 21 juin 2023)
- « Terrenoire, Sofiane Pamart et Marc Collin », sur France Inter, 15 février 2022 (consulté le 21 juin 2023)
- « "Why Versailles ?" : enquête sur l'épicentre de la French Touch », sur France Inter, 16 février 2022 (consulté le 21 juin 2023)
- « Naissance de la French Touch, album confiné de Charli XCX... 5 films musicaux à découvrir à la Gaîté Lyrique », sur Numéro Magazine (consulté le 21 juin 2023)
- « Transformer », sur France Inter, 12 février 2022 (consulté le 21 juin 2023)
- Laure Narlian, « Au FAME, festival de films sur la musique, cinq films à ne pas louper cette semaine », sur francetvinfo.fr, 15 février 2022 (consulté le 21 juin 2023)
- « Le Fame Festival célèbre les films sur la musique à la Gaîté Lyrique », sur cnc.fr (consulté le 21 juin 2023)
- Magali Rangin, « Amanda Lear, la French touch et la Rumba congolaise s'affichent au festival de films sur la musique », sur bfmtv.com, 14 février 2022 (consulté le 21 juin 2023)
- « Fame, retour à la Gaité Lyrique pour un festin documentaire », sur TSUGI, 14 février 2022 (consulté le 21 juin 2023)
- Juliette Poulain, « Festival FAME 2022 : une édition foisonnante à découvrir en présentiel ! », Les Inrockuptibles,‎ 6 janvier 2022 (lire en ligne, consulté le 21 juin 2023)